# IFAK

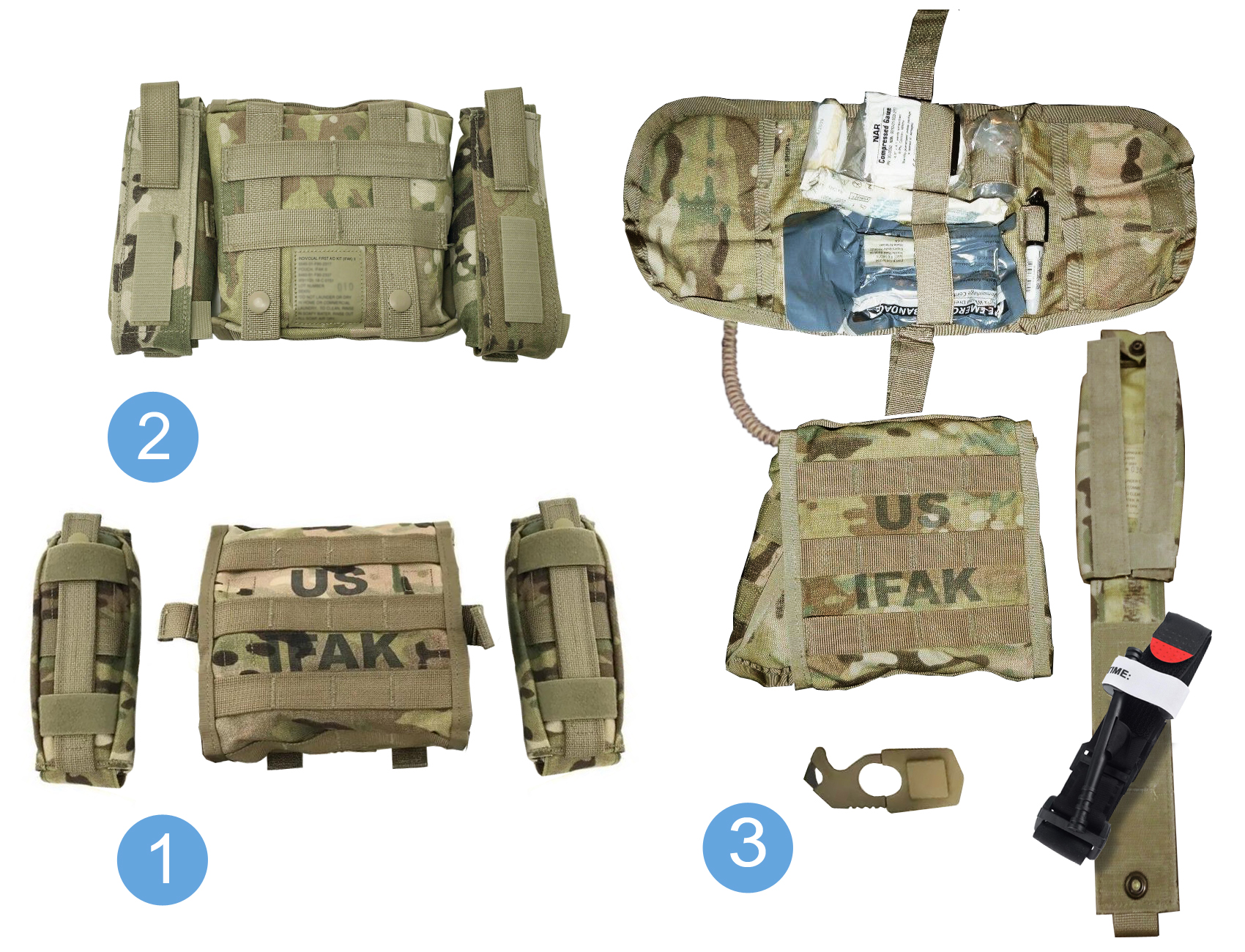
аптечка IFAK II. 1. Вид спереди, подсумки с турникетами отстёгнуты. 2. Вид сзади, подсумки с турникетами пристёгнуты. 3. Аптечка распакована

IFAK (аббревиатура от англ: Individual First Aid Kit) — стандартная индивидуальная аптечка НАТО.
Аптечка IFAK соответствует протоколам оказания помощи на поле боя M.A.R.C.H./ TCCC. Предназначена для борьбы с кровотечением конечностей, повреждением грудной клетки (открытый пневмоторакс) и другими ранами. Какого либо определённого места для ношения аптечки нет, но в одном подразделении аптечка у каждого бойца должна располагаться в одном и том же месте на снаряжении 2-й линии. Бойцам следует определиться, что все носят её, например, на бронежилете слева, или на ременно-плечевой системе (РПС) сзади. Это требуется для того, чтобы в случае ранения не тратить время на поиск аптечки на снаряжении раненого или в рюкзаке.
По состоянию на начало 2023 года в Армии США применяется модернизированная аптечка IFAK II. Отличается от модели первого поколения изменённой формой подсумка, наличием двух турникетов CAT в индивидуальных подсумках, вместо одного, закрепленного на подсумке аптечки, как было у первого поколения. Кроме того, добавлены стропорез, щиток для глаза и окклюзионный грудной пластырь.

## Содержимое аптечки
Аптечка содержит:

### Кровоостанавливающие средства
- Жгут для остановки артериального кровотечения CAT (англ: Combat Application Tourniquet) .  В отличие от жгута Эсмарха, может накладываться одной рукой. Обеспечивает контролируемое сжатие и ослабление, может накладываться прямо на одежду. Желательно иметь как минимум два жгута — один в аптечке, а другой в специальном подсумке снаружи — на самой аптечке и на амуниции. Идеально — 4 жгута — по одному для каждой конечности. В аптечке IFAK II два жгута в индивидуальных подсумках входят в комплект.
- Бандаж для первой помощи с аппликатором для давления на рану (англ: The First Care Bandage) Так же называемый «Израильский бандаж» — заменяет собой давящую повязку и индивидуальный перевязочный пакет. Благодаря уникальной конструкции бандаж накладывается даже одной рукой (что актуально при ранении пострадавшего в одну из рук ) без вспомогательных средств.
- Кровоостанавливающий бинт (QuikClot Combat Gauze). Гофрированный бинт с гемостатической пропиткой, предназначен для остановки сильных кровотечений, а также для плотного тампонирования раны. Спроектирован таким образом, что виден на рентгенограмме, позволяя легко идентифицировать средство в раневом канале. Изготовлен на основе гемостатиков хитозана или каолина (Celox, ChitoSam) . Гемостатик не отслаивается от бинта, гарантируя качественную тампонаду и купирование кровотечения. Используется для тампонирования ран с кровотечением и образования искусственного тромба при взаимодействии хитозана с кровью. В ранних вариантах аптечек IFAK кровеостанавливающее средство было в виде гранул, которыми посыпалась рана.

### Средство обеспечения проходимости дыхательных путей
- Назофарингеальный (носоглоточный) воздуховод (The Pro-Breathe, Kendall Argyle и др.) Необходим для восстановления проходимости дыхательных путей. Это гибкая латексная трубка, используемая для ввода в носовой проход. При потере сознания язык может запасть, что вызовет удушье. Введение воздуховода в носовую полость при ранении позволяет сохранить жизнь пострадавшего, создавая независимый воздуховодный канал для дыхания.

### Средства для борьбы с нарушениями дыхания
- Окклюзионный грудной пластырь Ашермана (Asherman Chest Seal, Halo и др.) — применяется для герметизации проникающих ранений грудной клетки (открытом пневмотораксе). Штатно имеется только в аптечке IFAK II.
- Набор для декомпрессии (англ: Decomression Kit). Специальная игла с катетером для декомпрессии грудной клетки — ARS (Air Release System). Применяется для удаления воздуха из плевральной полости грудной клетки (напряженного пневмоторакса).

Вместо этого набора для декомпрессии аптечка может содержать катетер G 14 (оранжевый) .
- Специальная маска с клапаном для искусственного дыхания методом «рот-в-рот» (CPR Face Shield или др.). Наличие не обязательно.

### Средства для остановки малых кровотечений, поддержания кровообращения, борьбы с шоком и другие
- Бинт для тампонады (NAR Compressed Gauze) рулон высококачественной хлопковой марли, в вакуумной упаковке для стерильности и компактности, предназначен для остановки кровотечений и перевязки ран.
- Щиток для глаза. Небольшой овальный диск с прокладкой по ободку и вентиляционными отверстиями в корпусе. Спроектирован для накладки на поврежденный глаз бойца с целью снятия нажима на глазное яблоко, когда раненая голова солдата обматывается повязкой. Штатно имеется только в аптечке IFAK II.
- Противоожоговая повязка (Burnshield). Средство первой помощи при ожогах и открытых ранах, ускоряет заживление и предотвращает осложнения после ожогов и ран.
- Термоодеяло HRS — тонкая полиэтиленовая пленка, покрытая металлизированным напылением золотистого и серебристого цвета с разных сторон, благодаря чему отражает до 80 % излучаемого телом тепла и позволяет поддерживать необходимую терморегуляцию, избегая перегрева или переохлаждения.
- Внутривенный катетер G 18 (зеленый). Предназначен для катетеризации периферических сосудов при угрозе развития шокового состояния (переломах, ожогах, массивном кровотечении, отравлении).
- Треугольный платок. Применяется для остановки кровотечения платок. Также может применяться как универсальная повязка на разные части тела, для фиксации конечностей и т. д.
- Пластырь антибактериальный.
- Ножницы парамедицинские (также встречается наименование "тактические ножницы") — предназначены для быстрого и безопасного разрезания одежды на пострадавшем для оперативного доступа к ране.
- Стропорез. Применяется для резки обмундирования и амуниции. Штатно имеется только в аптечке IFAK II.
- Перчатки резиновые. Предпочтительно иметь две пары, надевать одну пару поверх второй, нарисовав крест на тыльных сторонах кистей первой пары. Если верхние перчатки порвутся — крест становится виден, и следует усилить осторожность, так как осталась лишь одна пара перчаток
- Антисептик (хлоргексидин) или др.)
- Английские булавки
- Карточка раненого. Персональная карта для оперативного обозначения ранений и травм, позволяет ускорить процесс медицинской помощи при поступлении в медучреждение.
- Несмываемый маркер. Необходим для фиксирования времени наложения жгута, заполнения карточки раненого.
- Источник света химический (Cyalume). Автономный источник света для идентификации и оказания помощи раненому в темноте, и т. п. В зависимости от модели гарантированно дает освещение от получаса до суток.
- Лекарства:

обезболивающие ненаркотические (парацетамол, диклофенак, ибупрофен или др.);
антибиотики (цефалексин, норфлоксацин или амоксициллин или др.)